# AFC DWS in het seizoen 1963/64
Het seizoen 1963/1964 was het 10e jaar in het bestaan van de Amsterdamse betaaldvoetbalclub DWS. De club kwam uit in de Eredivisie en werd na 30 wedstrijden landskampioen van Nederland. Hiermee plaatsten zij zich voor de voorronde van de Europacup I het komende seizoen. Ook nam het deel aan het toernooi om de KNVB beker, hierin werd in de kwartfinale, met 2–1, verloren van Ajax.

## Wedstrijdstatistieken

### Eredivisie
|       | ADO   | Ajax  | Blauw-Wit | DOS   | Sportclub Enschede | Feijenoord | Fortuna '54 | Go Ahead | GVAV  | Heracles | MVV   | NAC   | PSV   | Sparta | Volendam |
| ----- | ----- | ----- | --------- | ----- | ------------------ | ---------- | ----------- | -------- | ----- | -------- | ----- | ----- | ----- | ------ | -------- |
| Thuis | 9 – 0 | 0 – 3 | 3 – 2     | 3 – 1 | 0 – 1              | 2 – 0      | 6 – 0       | 0 – 0    | 3 – 1 | 2 – 1    | 1 – 0 | 2 – 3 | 1 – 2 | 1 – 1  | 0 – 0    |
| Uit   | 2 – 3 | 1 – 1 | 0 – 2     | 0 – 2 | 0 – 1              | 0 – 1      | 1 – 2       | 1 – 1    | 1 – 2 | 0 – 1    | 0 – 1 | 2 – 1 | 0 – 2 | 4 – 2  | 1 – 3    |

### KNVB beker
| 1e ronde                                             | LONGA              | 1 – 1 (0 – 0, 1 – 1) Na strafschoppen | DWS                            |
| 29 september 1963 Plaats: Tilburg Aan de spoorbrug   | Jan Meijer 55'     |                                       | 48' Mosje Temming              |
| 2e ronde                                             | DWS                | 1 – 0 (0 – 0)                         | NAC                            |
| 17 november 1963 Plaats: Amsterdam Olympisch Stadion | Huub Lenz 61'      |                                       |                                |
| 3e ronde                                             | Eindhoven          | 0 – 1 Na verlenging                   | DWS                            |
| 9 februari 1964 Plaats: Eindhoven Aalsterweg         |                    |                                       | 94' Frans Geurtsen             |
| Kwartfinale                                          | DWS                | 1 – 2 (1 – 2)                         | Ajax                           |
| 25 maart 1964 Plaats: Amsterdam Olympisch Stadion    | Frans Geurtsen 18' |                                       | 20' Cees Groot 29' Piet Keizer |

## Statistieken DWS 1963/1964

### Eindstand DWS in de Nederlandse Eredivisie 1963 / 1964
| Stand | Gespeeld | Gewonnen | Gelijk | Verloren | Punten | Doelpunten voor | Doelpunten tegen |
| ----- | -------- | -------- | ------ | -------- | ------ | --------------- | ---------------- |
| 1e    | 30       | 19       | 5      | 6        | 43     | 58              | 28               |

### Topscorers
| #                    | Naam            | Goal |
| -------------------- | --------------- | ---- |
| 1.                   | Frans Geurtsen  | 28   |
| 2.                   | Mosje Temming   | 14   |
| 3.                   | Huub Lenz       | 6    |
| 4.                   | Dick Hollander  | 3    |
| 5.                   | Henk Wery       | 2    |
| 6.                   | Joop Burgers    | 1    |
| 6.                   | Daan Schrijvers | 1    |
| 6.                   | Jos Vonhof      | 1    |
| 6.                   | Peter Voogt     | 1    |
| Onbekende doelpunten |                 |      |
| 1.                   | Onbekend        | 1    |
| Totaal               | Totaal          | 58   |

| #      | Naam           | Goal |
| ------ | -------------- | ---- |
| 1.     | Frans Geurtsen | 2    |
| 2.     | Huub Lenz      | 1    |
| 2.     | Mosje Temming  | 1    |
| Totaal | Totaal         | 4    |

## Voetnoten
ADO ·
Ajax ·
Blauw-Wit ·
DOS ·
DWS ·
Sportclub Enschede ·
Feijenoord ·
Fortuna '54 ·
Go Ahead ·
GVAV ·
Heracles ·
MVV ·
NAC ·
PSV ·
Sparta ·
Volendam